# Ken Townsend
Ken Townsend (Londra, 26 febbraio 1933) è un tecnico del suono britannico noto prevalentemente per il suo lavoro con i Beatles.

## Biografia
Nato a Londra, ha iniziato a lavorare come ingegnere del suono nella seconda metà degli anni 1950. A partire dal 1966 ha iniziato a lavorare per i Beatles, per  i quali ha sonorizzato gli album Rubber Soul, Revolver e Sgt. Pepper's Lonely Hearts Club Band. Nel 1966 inventò il doppio inseguimento artificiale (ADT - Automatic double tracking). Ha trascorso tutta la sua carriera lavorativa alla EMI e si è ritirato dalla carica di Presidente dello Studio Group dopo 42 anni di servizio.

## Carriera
Dopo un apprendistato di quattro anni presso la struttura di Hayes della EMI, Townsend fu assunto nel 1954 come ingegnere del suono presso gli EMI Studios. Era presente il 6 giugno 1962 per la prima sessione della band in studio e nell'agosto 1969 quando completarono il lavoro sul loro album Abbey Road. Dopo essere stato promosso a direttore generale dello studio nel 1974, iniziò un processo di rebranding dello studio per capitalizzare il suo legame con i Beatles. Nel 1976 supervisionò il cambio di nome ufficiale da EMI ad Abbey Road Studios.
Durante la registrazione di "Tomorrow Never Knows", John Lennon si lamentò del fatto che aveva sempre odiato fare una seconda ripresa per raddoppiare il suono della sua voce, così Townsend, il direttore tecnico dello studio, creò il primo sistema ADT al mondo prendendo il segnale dalle testine di riproduzione e registrazione e ritardandole leggermente, creando così due immagini sonore dal segnale originale. Alterando la velocità e le frequenze poteva anche creare altri diversi tipi di effetti, che i Beatles usarono durante la registrazione di Revolver.